# Carex nardina
Carex nardina (лат.) — травянистое растение, вид рода Осока (Carex) семейства Осоковые (Cyperaceae).

## Ботаническое описание
Корневище густо-дернистое.
Стебли гладкие, прямые, 2—22 см высотой, у основания одетые тёмно-бурыми влагалищами.
Листья прямые или возможно серповидно изогнутые, равные стеблю или длиннее его, щетиновидно-сложенные.
Колосок андрогинный, яйцевидный или продолговато-яйцевидный, 0,5—1 см длиной. Чешуи яйцевидные, тупые, бурые или каштановые, с узким светлым краем. Мешочки плоско-выпуклые, обратнояйцевидные или эллиптические, тонкоперепончатые, (3)3,5—4 мм длиной, зрелые прижатые, без жилок, на короткой или удлинённой клиновидной ножке, с коротким цельным или едва выемчатым носиком, по носику и по краю до середины шероховатые. Рылец 2.
Плод при основании с осевым придатком.
Число хромосом 2n=70.
Вид описан из Северной Америки.

## Распространение
Северная Европа: Исландия, Норвегия, Швеция; Арктическая часть России: остров Врангеля, Чукотская земля (река Кувет, река Чегитун и остров Аракамчечен); Северная Америка: горы запада, субарктические районы, Шпицберген, Гудзонов залив, Лабрадор, арктическая часть Аляски, крайний восток арктического побережья Канады, Канадский Арктический архипелаг, вся Гренландия (до северной оконечности).
Растёт на сухих каменистых, большей частью известняковых склонах.

## Систематика
В пределах вида выделяются две разновидности:
- Carex nardina var. hepburnii (Boott) Kük. — Осока Хэпберна; арктическая часть Дальнего Востока, Северная Америка
- Carex nardina var. nardina — Северная Европа, от субарктической Америки до Канады

Кречетовичем В. И. и Егоровой Т. В. разновидность Carex nardina var. hepburnii (Boott) Kük. выделяется в отдельный вид Carex hepburnii Boott. От Carex nardina Fr. он отличается более широкими, 1,5—2 мм шириной, эллиптическими мешочками с короткой, неясно выраженной ножкой, резко суженными в короткий, 0,2—0,3 мм, носик (у Carex nardina Fr. мешочки у́же, 1,4—1,6 мм шириной, большей частью яйцевидные, с удлинённой, резко отграниченной ножкой, постепенно суженные в более длинный, около 0,5 мм, носик).